# Cheval d'attaque
 (mars 2023).
Cheval d’attaque est une revue de poésie franco-wallonne publiée à Paris par Didier Paschal-Lejeune de 1968 à 1978.

## Une revue franco-wallonne née en 1968
Le wallon Didier Paschal-Lejeune, provisoirement de nationalité belge, est né en 1947 à Verviers, c’est-à-dire dans la ville même où, en 1953, André Blavier fonde sa revue Temps mêlés. Une fois installé à Paris, l’animateur et fondateur de Cheval d’attaque continue de le fréquenter assidument, ainsi que les autres représentants de la poésie post-surréaliste francophone en Belgique : Marcel et Gabriel Piqueray, Théodore Koenig et sa revue Phantomas, et beaucoup d’autres. Il restera également en étroite relation avec son ami de jeunesse Guy Jungblut, le fondateur de Yellow Now.
Dès sa première livraison, Cheval d’attaque revendique fièrement son implication, au moins morale et intellectuelle, dans les « événements de mai 68 » : « Cheval d’attaque s’inscrit dans l’actuelle contestation. Celle-ci est l’Acte révolutionnaire et libère la créativité. Toute révolution, d’essence ludique, met pour tous la poésie en jeu et en action, car l’Acte poétique, fermement révolutionnaire, n’est jamais vain... » , etc..
« Paraît six fois l’an », est-il indiqué en tête du no 0. La promesse ne sera pas tenue, et la périodicité est très irrégulière. Chaque livraison est imprévisible aussi bien quant au format et au nombre de pages que quant au contenu. Parallèlement, est publié un bulletin d’information intitulé Cavalier seul, d’abord ronéoté, puis imprimé sur une feuille pliée en quatre et distribué gratuitement aux abonnés. Enfin, la limite est assez floue entre le numéro de revue et le livre. Certains numéros (par exemple les numéros 2, 6, 7) publient le texte d’un auteur unique, et en dehors de la revue, plusieurs livres sont publiés. Cheval d’attaque devient alors une petite maison d’édition.

## Les rencontres de Cheval d’attaque
Le numéro zéro de Cheval d’attaque annonçait (page 2) un futur « numéro spécial consacré à Antonin Artaud et au Living Théâtre ». Il ne vit jamais le jour. Plutôt que de s’en tenir à une ligne théorique et rédactionnelle précise, Cheval d’attaque préféra se laisser guider par ses coups de cœur et par un certain nombre de rencontres privilégiées, qui jalonnent son parcours : André Martel, le Collège de ’Pataphysique, Maurice Rapin, Paul-Armand Gette, le Québécois André Roy, Jean-Paul Séguin, André Chabot, Alain Frontier, Jean-Pierre Bobillot, Sylvie Nève, etc.

### André Martel
Didier Paschal-Lejeune racontera en 1974 les circonstances de sa rencontre avec André Martel (1893-1976), l’inventeur du langage Paralloïdre : « Au Quartier Latin, le 8 juin 1968, dans le grand Amphithéâtre Richelieu, devant des milliers de jeunes révolutionnaires de l’époque, André Martel, muni d’un laissez-passer du C.R.A.C. ( « comité révolutionnaire d’action culturelle » ), présente le Paralloïdre et chante Le Badingo et Les Robots. La foule reprend en chœur les refrains. Vers minuit, après la manif, il enregistre ses chansons à Radio-Sorbonne alors occupée. » Un premier texte d’André Martel figure dès le n° zéro. En 1974, les 160 pages du numéro 10-12 lui sont entièrement consacrées.

### Le Collège de ’Pataphysique
André Martel appartenait (depuis 1955) au Collège de ’Pataphysique, dont il ne tarda pas à être nommé « Régent ». André Blavier, lui, était "Satrape" du Collège de ’Pataphysique et Commandeur de l’ordre de la Grande Gidouille. L’importance du lien qui unit le fondateur de Cheval d’attaque audit Collège est évidente. D’où, par exemple, la place occupée dans la revue par le poète et « artiste non-peintre » Thieri Foulc, autre dignitaire du Collège. Il y publia Maton au désert ainsi que Mécanique de l’os du sable en 1975. Il fut également l’illustrateur de Gorgomar d’André Martel, publié par les éditions Cheval d’attaque en 1974.

## Les sommaires de la revue
- N° 0, mai-juin 1968, 32 pages, format 18 x 25 cm. Textes de Suzanne Arlet, Pierre-Béranger Biscaye, Gérard de Cortanze, André Coyné, Jean-Pierre Crespel, Jacqueline Évrard, Nicole Gdalia, Marguerite Gdalia, Marguerite Grépon, André Martel, Bernard Noël, Didier Paschal-Lejeune, Jean Queval, Paul (de) Roux, Fernande Schulmann. Illustrations de Yellow[8], Jean-Claude Chabel et Didier Paschal-Lejeune.
- N° 1, janvier-février 1969, 40 pages, format 19 x 25. Textes de Marcel Béalu, Pierre-Béranger Biscaye, André Breton, Stanley Chapman, Henri Chopin, André Coyné, Jean-Pierre Crespel, Jacqueline Évrard, Michel Fournier, Joël Frémiot, Alain Frontier, Gervais-Bernard Jassaud, Jean Linard, François Malin, André Martel, Bernard Noël, Frédéric Parcheminier, Didier Paschal-Lejeune, Claude Pélieu, Jean Queval, Freddy de Vree. Illustrations d’Andrée Blavier[9], Aline Gagnaire, Ginette Litt, André Martel, Thérèse Meurice.
- N° 2, Vincennes, avril 1972, 28 pages, 40 pages, format 19 x 25. Textes de Marcel Béalu, André Blavier, Henri Chopin, Alain Frontier, Philip Lamantia, Antoine Lemoine, Géo Norge, Frédéric Parcheminier, Paul Roux. Illustrations Yellow, Jacques Carelman, Henri Chopin, Maurice Pirenne.
- N° 3, 1972, 26 pages, format 19 x 25 : « Les deux pôles (rétrospective théâtrale 70/71) par Suzanne Arlet.
- N° 4, juin 1972, 17 pages ronéotées rassemblées dans une couverture imprimée format 19 x 2 illustrée par Mirabelle Dors[10] : « L’espoir se ferme parfois : ne pas accepter » par Jean-Claude Chastaing.
- N° 5, 1973, 32 pages, format 19 x 25. Numéro spécial consacré au poète et musicien Maurice Delaistier. La livraison comporte, outre les textes dus au seul Delaistier, un poème intitulé « Barricades », dont Didier Paschal-Lejeune explique (page 25) qu’il fut écrit « sur l’esplanade de la gare de Lyon, à Paris, le vendredi 24 mai 1968, vers 19 heures 30, c’est-à-dire au début de la nuit d’émeutes que l’on sait. Il est signé conjointement par Alain Frontier et Maurice Delaistier. » Cette même livraison comporte également un texte (en anglais, non traduit) de Carl Weissner.
- N° 6, avril 1973, 40 pages, format 19 x 25 : « Chroniques meldeuses », nouvelles et collages, par Alain Frontier.
- N° 7, juin 1973, 40 pages, format 19 x 25 : « Maton au désert » par Thieri Foulc.
- N° 8, septembre 1973, 40 pages, format 19 x 25. Textes de Didier Paschal-Lejeune, Alain Frontier, André Martel, Paul Neuhuys, Luc Cornet, Alphonse Dorlot[11], Alain Bogaerts, Joël Frémiot, Michel Poletti.
- N° 9, 4e trimestre 1973, 18 pages, 40 pages, format 19 x 25. Textes d'Alain Bogaerts, Michel Bulteau, Jean Chaudier, André Martel, Matthieu Messagier.
- N° 10-11-12, 3e trimestre 1974, 160 pages, format 16 x 22, numéro triple consacré entièrement à André Martel. Outre de nombreux inédits d’André Martel, la livraison rassemble des textes de Camille Bryen, Pierre Béarn, François Caradec, Jean Queval, Jean-Louis Brau, Jean Dubuffet, Pierre Boujut, et al., Alain Frontier, sur 24 pages, analyse avec précision le langage paralloïdre.
- N° 13, Paris, 4e trimestre 1974, 32 pages, format 16 x 23. Textes d’Yves Giry, Nathalie Garcia, Richard Tialans.
- N° 14, Paris, mai 1975, 50 pages, format 16 x 22 : « Le nombre dans l’art : les populations d’images », par Maurice Rapin et Mirabelle Dors.
- N° 15, Paris, 1975, 40 pages, format 16 x 22. Textes de Jean-Pierre Bobillot, Bruno Cany, Jacques Donguy, Jean-Jacques Faussot, Yves Giry, Sandy Nachmansohn.
- N° 16-17, juin 1976, 112 pages, format 16 x 22 : « Poésie au Québec : une année de lecture », présenté par Jean-Paul Séguin. Textes de André Beaudet, Claude Beausoleil, Nicole Brossard, François Charron, Roger Des Roches, Lucien Francœur, Huguette Gaulin, Philippe Haeck, Marcel Hébert, André Roy, Patrick Straram et Yolande Villemaire.
- N° 18, août 1976, 72 pages, format 16 x 22. Textes de Gilbert Bourson, Gérard de Cortanze, Roberto Echavarren, Christian Prigent, Jean-Paul Séguin, Saúl Yurkievich.
- N° 19, 1978, 80 pages, format 16 x 22. Textes de Jean-Pierre Bobillot, Sylvie Nève, Alain Frontier, Richard Tialans.

## Les éditions Cheval d’attaque
Parmi les livres publiés par les « éditions Cheval d’attaque », on peut citer : d’André Martel, Gorgomar, avec des illustrations de Thieri Foulc (1974), et La Djingine du Théophélès, illustré par les Corps de Dames de Jean Dubuffet (1975) ; d’André Blavier, Occupe-toi d’homélies (1976) ; d’Alain Frontier, Une prison (1974) et Le voyage ordinaire, avec des illustrations de Marie-Hélène Dhénin (1976) ; d’André Chabot, Le petit monde d’outre-tombe (1978) ; de Paul-Armand Gette, De quelques lisières, prolégomènes à un essai de définition de la notion d’écotome ; de Christian Boltanski, Les modèles, cinq relations entre texte et image ; Lithium Migrant de Jean-Max Albert, etc.